# REN TV
REN TV' (em russo: PEH-TB) é uma rede de televisão russa fundada em 1 de janeiro de 1997 por Irena Lesnevskaya e seu filho, Dmitry Lesnevsky.